# Ramal ferroviario González Moreno-La Zanja-Tres Lomas-Salliqueló-Carhué
El Ramal González Moreno - La Zanja - Tres Lomas - Salliqueló - Carhué pertenece al Ferrocarril Domingo Faustino Sarmiento, Argentina.

## Ubicación
Se halla íntegramente en la provincia de Buenos Aires corriendo de norte a sur a través de los partidos de Rivadavia, Trenque Lauquen, Tres Lomas, Salliqueló, Guaminí y Adolfo Alsina.
Tiene una extensión de 206 km entre las localidades de González Moreno y Carhué.

## Servicios
Es un ramal secundario de la red, no presta servicios de pasajeros.
Sus vías están concesionadas a la empresa FerroExpreso Pampeano entre el trayecto de Tres Lomas y Carhué; y entre González Moreno y Sundblad. El sector entre Sundblad y Tres Lomas está bajo la tutela de Trenes Argentinos Infraestructura.
Los tramos Sundblad - Valetín Gómez y La Zanja - Tres Lomas figura según el itinerario de viaje de Línea Sarmiento 1986, clausurados por inundaciones sobre la vía.
Circulan trenes de carga entre Tres Lomas y Salliqueló.

## Historia
El ramal fue construido por la empresa Ferrocarril Oeste de Buenos Aires en 1902.